# SAMÖ-KKÖ 2011
SAMÖ-KKÖ 2011 (Samverkansövning - kärnkraftsövning) var en övning i civilt försvar som genomfördes i Kalmar län 2-7 februari 2011. Övningen leddes av Myndigheten för samhällsskydd och beredskap och inbegrep ett antal kommuner, organisationer och företag. Övningens övergripande mål var att de deltagande organisationerna har förmågan att, enskilt och i samverkan, hantera konsekvenserna av olyckan, såväl ur ett strategiskt som ur ett operativt perspektiv, i syfte att upprätthålla och återställa samhällsviktiga funktioner.
Övningen utgick från förutsättningen att en olycka med radioaktivt utsläpp från en kärnteknisk anläggning inträffat och hade att hanteras av de deltagande parterna.